# Proasellus winteri
Proasellus winteri är en kräftdjursart som beskrevs av Guy Magniez och Henry 200. Proasellus winteri ingår i släktet Proasellus och familjen sötvattensgråsuggor. Inga underarter finns listade i Catalogue of Life.